# انسان‌شناسی شهری (کتاب)
انسان‌شناسی‌شهری کتابی است از ناصر فکوهی در باب انسان‌شناسی شهری. این کتاب در سال ۱۳۸۳، در تهران و انتشارات نشر نی در ۶۰۸ صفحه به چاپ رسید.
در فصل اول تا سوم این کتاب رویکردی انسان‌شناختی – تاریخی در نظر بوده‌است که در آن منشأ و تحول شهرها از ابتدا تا امروز و چشم‌اندازی به سوی آینده مورد بررسی قرار می‌گیرد. فصل سوم آن به انسان‌شناسی شهری پرداخته شده‌است و فصل چهارم، در مقدمه‌ای است برای ورود به عرصه جدید و بسیار گسترده انسان‌شناسی شهری ایران. فصل پنجم به تشریح روش‌های خاص انسان‌شناسی به ویژه در حوزه شهری یعنی در جوامع پیچیده اختصاص دارد.
این کتاب اولین کتابی است که با این عنوان در ایران به چاپ رسیده‌است. نویسنده در فصل اول، با رویکردی «انسان‌شناختی–تاریخی» به منشأ و تحول شهرها از دوران باستان تا به امروز پرداخته‌است. در فصل بعد تلاش شده تصویری از نظریه‌های موجود دربارهٔ شهر ارائه شود. «تا چارچوب نظری مشخصی که انسان‌شناسی شهری درون آن به پژوهش» می‌پردازد مشخص گردد. فصل سوم کتاب که از منظر انسان‌شناسی فصل مهمی محسوب می‌شود به مفاهیم و موضوعات عمدهٔ انسان‌شناسی مربوط است. درک مؤلف از انسان‌شناسی شهری مطالعه‌ای جامع است که شهر را در همه ابعاد آن در «ترکیبی پویا» بررسی می‌کند. وی سپس هفت محور را متمایز کرده و هر یک را به تفصیل مورد بحث قرار می‌دهد. این ابعاد شامل فضا، زمان، اقتصاد، قدرت، فرهنگ، نشانه و بیان است. محورها و ابعاد بیان شده دریچه‌هائی‌اند که محققان به فراخور علائق خود از آن منظر می‌توانند به مطالعه شهر بپردازند.
نویسنده در فصلی دیگر به حوزه انسان‌شناسی در ایران می‌پردازد. در این فصل ابتدا از پیشینهٔ مطالعات شهری در ایران بحث شده و منابعی که در این زمینه تاکنون در ایران تدوین شده‌است به اختصار بیان می‌شود. سپس در باب تحول شهری در ایران بحث می‌کند که مطالعه‌ای تاریخی از شهرهای باستانی تا شهرهای جدید را شامل می‌شود. سپس عناصر شهری در ایران بر اساس محورهای هفت‌گانه ذکر شده در فصل قبل تحلیل کرده‌است. در فصل آخر نویسنده به روش پژوهش مطرح در انسان‌شناسی شهری اشاره کرده‌است. مؤلف در این فصل اجزای تحقیق مردم‌نگارانه را شرح کرده‌است و انواع تکنیک‌های موجود در این روش را بیان نموده‌است.
کتاب «انسان‌شناسی شهری» امتیازات بسیاری نسبت به سایر کتب درسی تدوین شده در حوزه علوم اجتماعی دارد. به لحاظ شکلی معیارهای مطلوب یک کتاب درسی را رعایت کرده‌است. یکی از امتیازات آن است که نویسنده در ابتدا تمایز انسان‌شناسی شهری را از سایر حوزه‌ها روشن می‌سازد. همین‌طور در این کتاب از نقشه، جدول و قاب‌ها که تکه‌ای از کتب و پژوهش‌های متعدد است، استفاده شده‌است. در ضمائم کتاب در کنار منابع ارزشمند و مفید، فهرستی از پایگاه‌های اینترنتی نیز برای مطالعات انسان‌شناسی شهری افزوده شده‌است. «انسان‌شناسی شهری» نوآوری‌های زیادی دارد و دریچه‌های جدیدی به روی ما در مطالعات شهری می‌گشاید که در کتاب‌های دیگر کمتر می‌توان سراغ آن را گرفت.
در عین حال مواردی را نیز می‌توان برای چاپ‌های بعدی در نظر گرفت و به نویسنده پیشنهاد کرد. یکم، در کتاب حاضر، کتاب‌های موجود که در حوزهٔ علوم اجتماعی در باب شهر تدوین شده‌است مورد نقد و بررسی قرار گیرد و امتیازات کتاب نسبت به آن‌ها بیان شود. دوم از چنین کتابی انتظار می‌رود که فصلی را به مطالعات انسان‌شناسی شهر تهران اختصاص دهد و نتایج تحقیقات مورد پژوهی که به شهرهای بزرگ در ایران برمی‌گردد در تدوین کتاب مورد توجه بیشتری قرار گیرد. سوم آنکه عمدتاً کتب درسی در پایان هر فصل مطالب را جمع‌بندی کرده و نتیجه‌گیری کلی از آن ارائه می‌دهند، بحث‌های مفصلی که در هر فصل در این کتاب عرضه شده‌است گاهی در پایان خواننده را به مقصد مشخصی هدایت نمی‌کند. به نظر می‌رسد این امر با آوردن نتیجه‌گیری‌های کلی در آخر هر فصل محقق شود. در ارتباط با بخش نظریه‌های شهرنشینی نویسنده بخشی عمده‌ای از نظریات را به اختصار بحث کرده‌است که گاهی توضیحات ناکافی به نظر می‌رسد. شیوهٔ نگارش این فصل از نوعی سبک دایرةالمعارفی بهره گرفته به این معنا که جامعیت و گسترده‌گی نظریات را بر عمق نظریات ترجیح داده‌است. همین‌طور موضع‌گیری نظری نویسنده در مطالعات انسان‌شناسی شهری در ان فصل نامعلوم است و این امر ناشی از فقدان نتیجه‌گیری برای فصول کتاب است.

## پی‌نوشت
1. ↑  گروه کتاب و رسانه (۲۰ آذر ۱۳۸۹). «انسان‌شناسی شهری». انسان‌شناسی و فرهنگ. بایگانی‌شده از اصلی در ۲۷ مه ۲۰۱۱. دریافت‌شده در ۸ فروردین ۱۳۹۰. از پارامتر ناشناخته |ماه= صرف‌نظر شد (کمک)
2. 1 2 3 4  «کتاب انسان‌شناسی شهری تألیف ناصر فکوهی، عباس کاظمی، انجمن جامعه‌شناسی ایران-مطالعات شهری ایران، 7 مهر 1385». بایگانی‌شده از اصلی در ۴ مارس ۲۰۱۶. دریافت‌شده در ۱۱ ژوئن ۲۰۱۱.